# Les Scènes fortuites
Pour plus de détails, voir Fiche technique et Distribution.
Les Scènes fortuites est un film québécois réalisé par Guillaume Lambert sorti en 2018.
Il s'agit du premier long métrage du réalisateur qui se met lui-même en vedette ainsi que Valerie Cadieux qui joue le rôle de sa sœur.

## Synopsis
Damien, un réalisateur de 33 ans, n'arrive pas à terminer son film qu'il décrit comme étant une « comédie intelligente ». Pour survivre, il accepte un emploi en post-production où il doit écrire des textes pour des vidéos humoristiques. Sa vie est plutôt norme alors qu'autour de lui des drames de tous les jours se déroulent. À travers ceux-ci, il vit une quête existentielle qui ne semble jamais aboutir. 

## Fiche technique
Source : IMDb et Films du Québec
- Titre original : Les Scènes fortuites
- Réalisation : Guillaume Lambert
- Scénario : Guillaume Lambert
- Musique : Casey Brown, Pierre-Philippe Côté (Pilou) (chanson-thème)
- Costumes : Iris Bélanger-Noël
- Maquillage : Andie Wisdom Dawson
- Coiffure : Martin Alarie
- Photographie : Dan Popa
- Son : Dominique Chartrand, Casey Brown, Matt R. Sherman
- Montage : Ara Ball
- Production : Laurent Allaire
- Société de production : Entract Films, Chasseurs Films
- Sociétés de distribution : Entract Films
- Budget : 175 000 $ CA
- Pays de production :  Canada
- Langue originale : français
- Format : couleur
- Genre : comédie dramatique
- Durée : 80 minutes
- Dates de sortie :
  - Canada : 26 janvier 2018 (sortie en salle au Québec)
- Classification :
  - Québec : Visa général (Déconseillé aux jeunes enfants)[2]

## Distribution
- Guillaume Lambert : Damien Nadeau-Daneau
- Valerie Cadieux : Vicky Nadeau-Daneau, sœur de Damien
- Sarianne Cormier : Judith
- Monia Chokri : Josie
- Éric Bernier : Étienne
- Denis Lavant : Allen
- Alexandre Goyette : Réal
- Bianca Gervais : Mérédith Nadeau-Daneau
- François Pérusse : narrateur / Claude Dutremble
- Marc Larrivée : docteur
- Jacinthe Parenteau : Michelle
- Normand Canac-Marquis : Jacques, père de Damien
- Marie-France Marcotte : Linda, mère de Damien
- Tony Conte : Carl, nouvel époux de Linda
- David-Emmanuel Jauniaux : Jimmy
- Alphé Gagné : Simon-Pierre
- Karim Babin : Hubert
- Livia Sassoli : Marine
- Jean-Carl Boucher : Jason T.
- Raphaël Lacaille : Buddy
- Mirianne Brûlé : la fée des étoiles
- Anatoly Zinoviev : père Noël
- Mickaël Gouin : Lucas
- Léane Labrèche-Dor : Maritza
- Marie-Chantal Perron : Chantale
- Patrice Beauchesne : l'ex de Chantale
- Philippe-Audrey Larrue St-Jacques : agent Loïc Saulnier
- Geneviève Côté : policière
- Richardson Zéphir : poissonnier
- Lénie Scoffié : dame dans le métro
- Mickeal Lamoureux : Jérémie McKenzie
- Dominique Leclerc : Martine
- Kevin Lefebvre : Félix
- Katia Lévesque : femme qui tombe
- Marie-Laurence Lévesque : Cynthia
- Michael Drouin Marcotte : Mike
- Daniel Metz : Dan
- Dominic Quarré : homme pressé
- Bernie Gubberg : projectionniste